# جيمس بيبي
جيمس بيبي هو قاضي وسياسي كندي، ولد في 25 أغسطس 1763، وتوفي في 19 فبراير 1833.